# Ferropolis

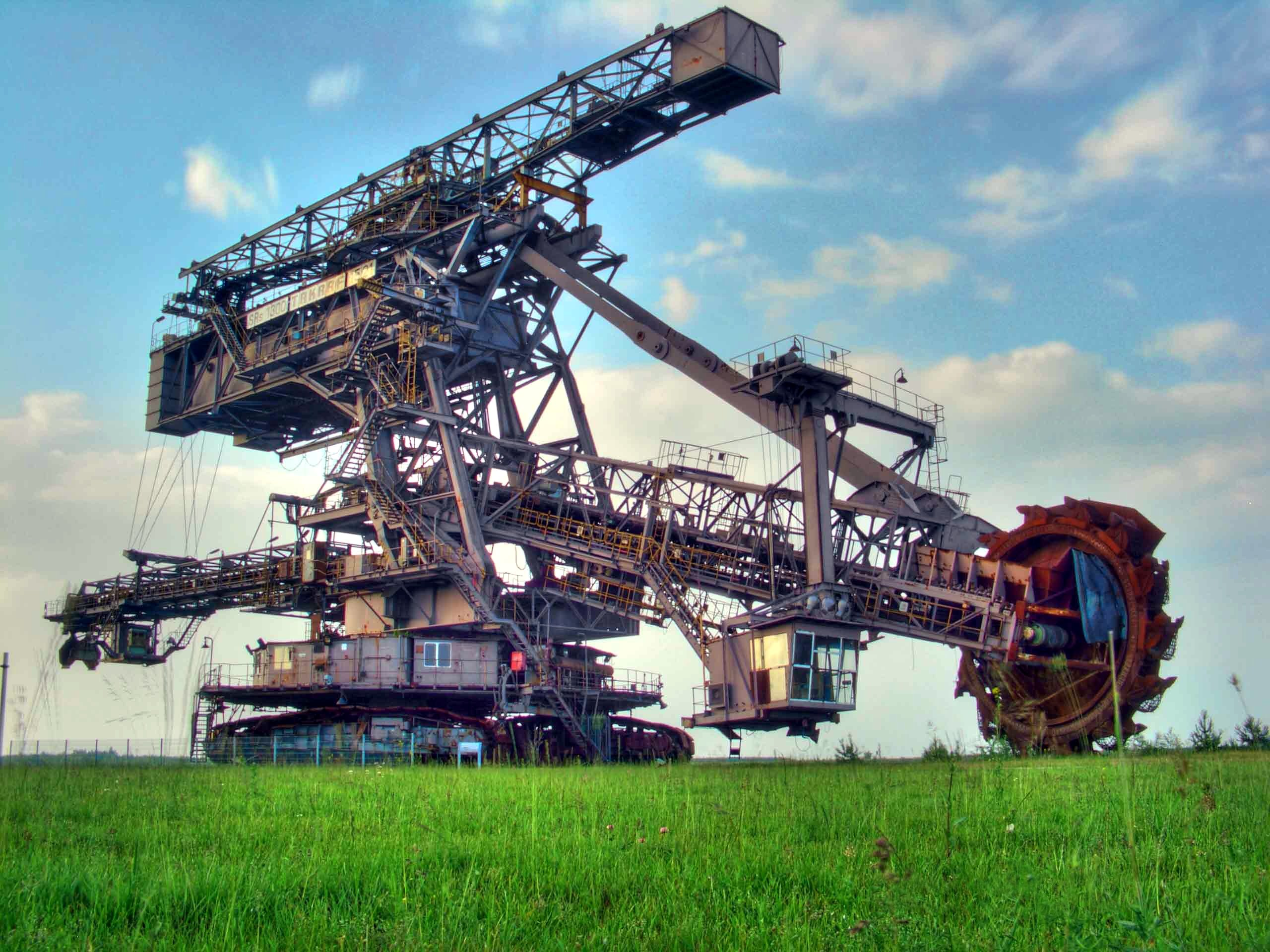
En Skovelhjulsgrävmaskin i Ferropolis

Ferropolis, "staden av järn" är ett utomhusmuseum bestående av gamla stora industriella maskiner i Gräfenhainichen, en stad nära Dessau, Tyskland. 
Parken öppnades 1995 men maskinerna härstammar från mitten av nittonhundratalet.
Maskinerna är riktigt stora, de kan mäta upp till 30 meter på höjden, 120 meter på längden och väga upp till 1980 ton. 
Här utvann man kol som försörjde hela Östtyskland med energi. Maskinerna som visas gick dygnet runt medan de var i tjänst, fram till 1991 då den sista pensionerades. Sjön som omger Ferropolis är det ursprungliga kolfältet som idag är vattenfyllt. 
Idag hålls konserter och evenemang i Ferropolis, som Melt! festival.